# 고층 빌딩 꼭대기에서의 점심 식사

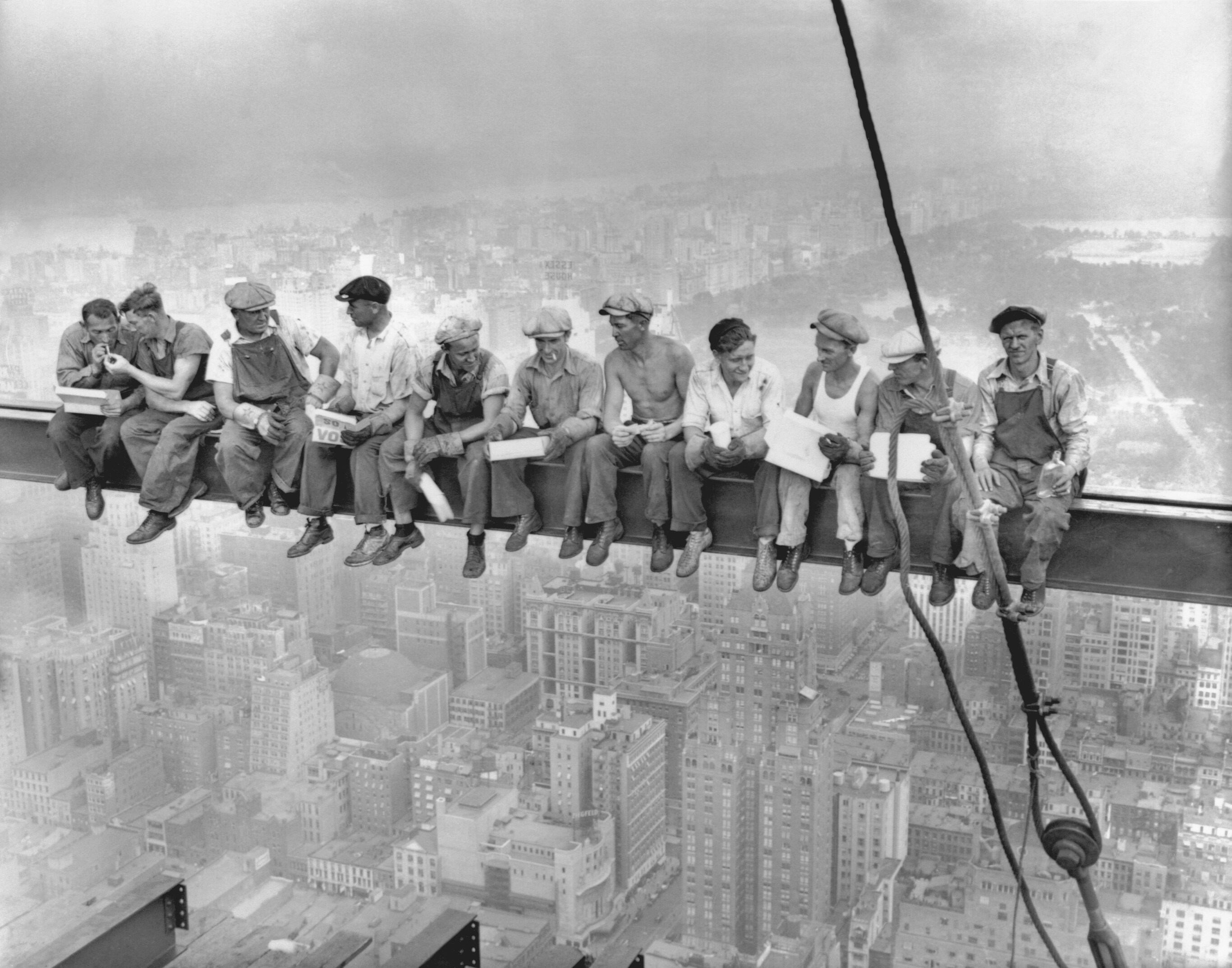
《고층 빌딩 꼭대기에서의 점심 식사》, 1932년

《고층 빌딩 꼭대기에서의 점심 식사》(영어: Lunch atop a Skyscraper)는 1932년 9월 20일, 미국 뉴욕 맨해튼에 있는 록펠러 센터 건설 중 지상 260m(850 ft) 높이의 RCA 빌딩의 철제 빔 위에 앉아 있는 11명의 철공 노동자들을 담은 흑백 사진이다. 이 사진은 고층 빌딩을 홍보하는 캠페인의 일환으로 진행된 홍보 스턴트 사진이었다.
이 사진의 네거티브는 비주얼 차이나 그룹(Visual China Group)이 소유한 베트만 아카이브(Bettmann Archive)에 보관되어 있다. 이 사진은 종종 루이스 하인의 작품으로 오해받지만, 실제 사진 작가가 누구인지는 아직도 불분명하다. 찰스 클라이드 에베츠가 촬영한 것일 수도 있다는 증거가 나왔지만, 나중에 다른 사진작가들도 촬영 현장에 있었다는 사실이 밝혀져 원작자가 불확실하다. 사진 속 남성들의 신원에 대해 많은 주장이 제기되었지만, 확실하게 확인된 사람은 극소수에 불과하다. 코비스의 역사 컬렉션 관리자인 켄 존스턴(Ken Johnston)은 이 사진을 "미국 역사의 한 부분"이라고 칭했다.
이 사진은 미국의 대공황 당시 산업화와 열악한 노동 환경을 상징적으로 보여주는 사진으로 평가받는다.

## 개요

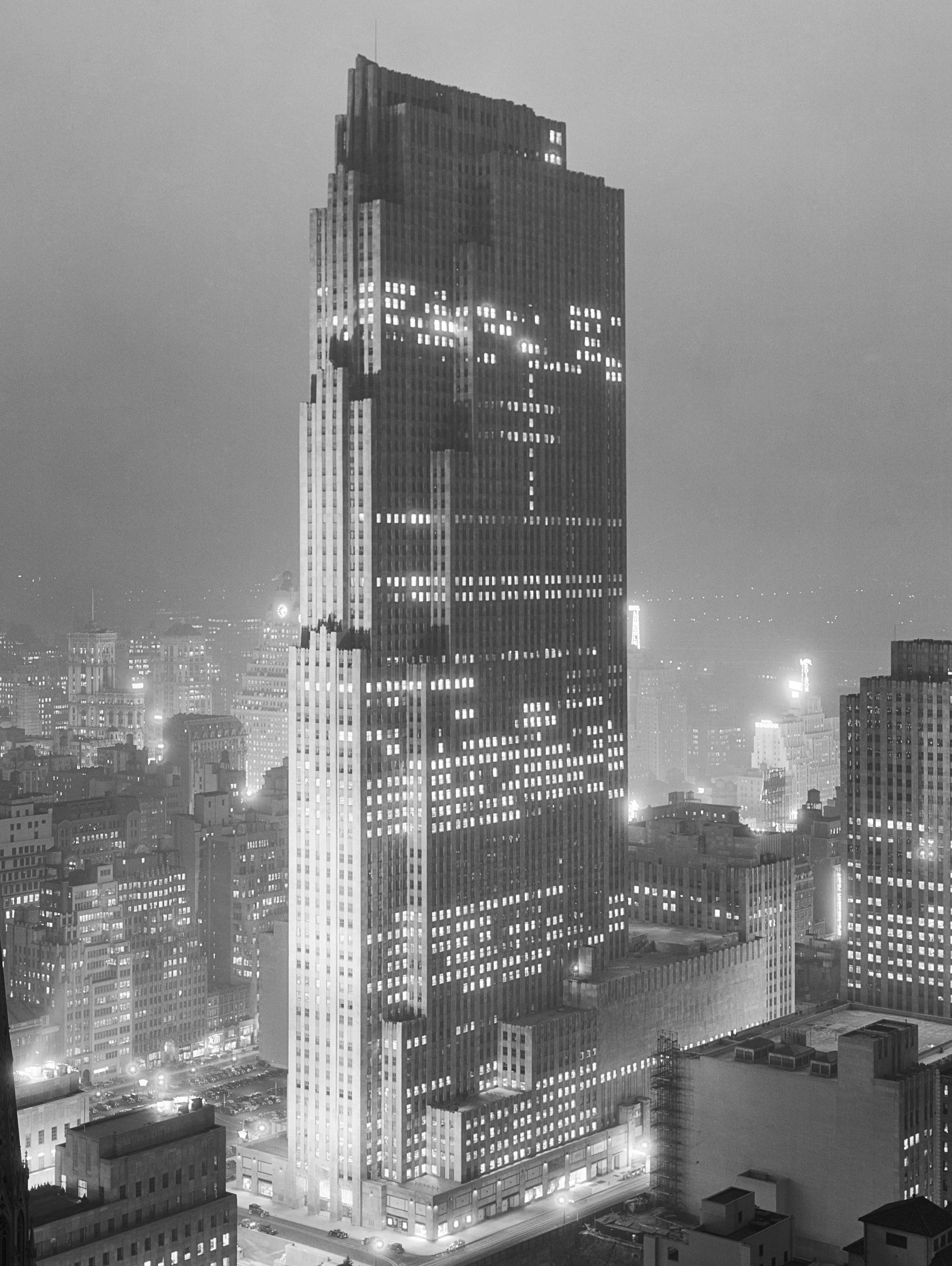
1933년 12월에 촬영한 건설 중인 록펠러 센터의 RCA 빌딩

이 사진은 1932년 9월 20일 뉴욕 맨해튼의 록펠러 센터에 있는 거의 완공된 RCA 빌딩(현재의 30 록펠러 플라자로 알려짐) 69층에서 지상 260m(850ft) 높이의 철제 들보에 앉아 점심을 먹는 11명의 남자 인부들을 촬영한 사진이다. 이들은 록펠러 센터 건설 당시 록펠러 센터 중 한 건물인 RCA 빌딩 건축에 고용된 이민자 철공(鐵工)들이었다. 높은 곳에서 작업했던 그들은 들보를 따라 걷는 데 익숙했다. 이 사진은 고층 빌딩을 홍보하는 캠페인의 일환으로 촬영되었다. 다른 사진에는 노동자들이 축구공을 던지고 대들보 위에서 잠자는 척하는 모습이 담겨 있다. 이들 우측 뒤로는 센트럴 파크가 보인다.

## 역사

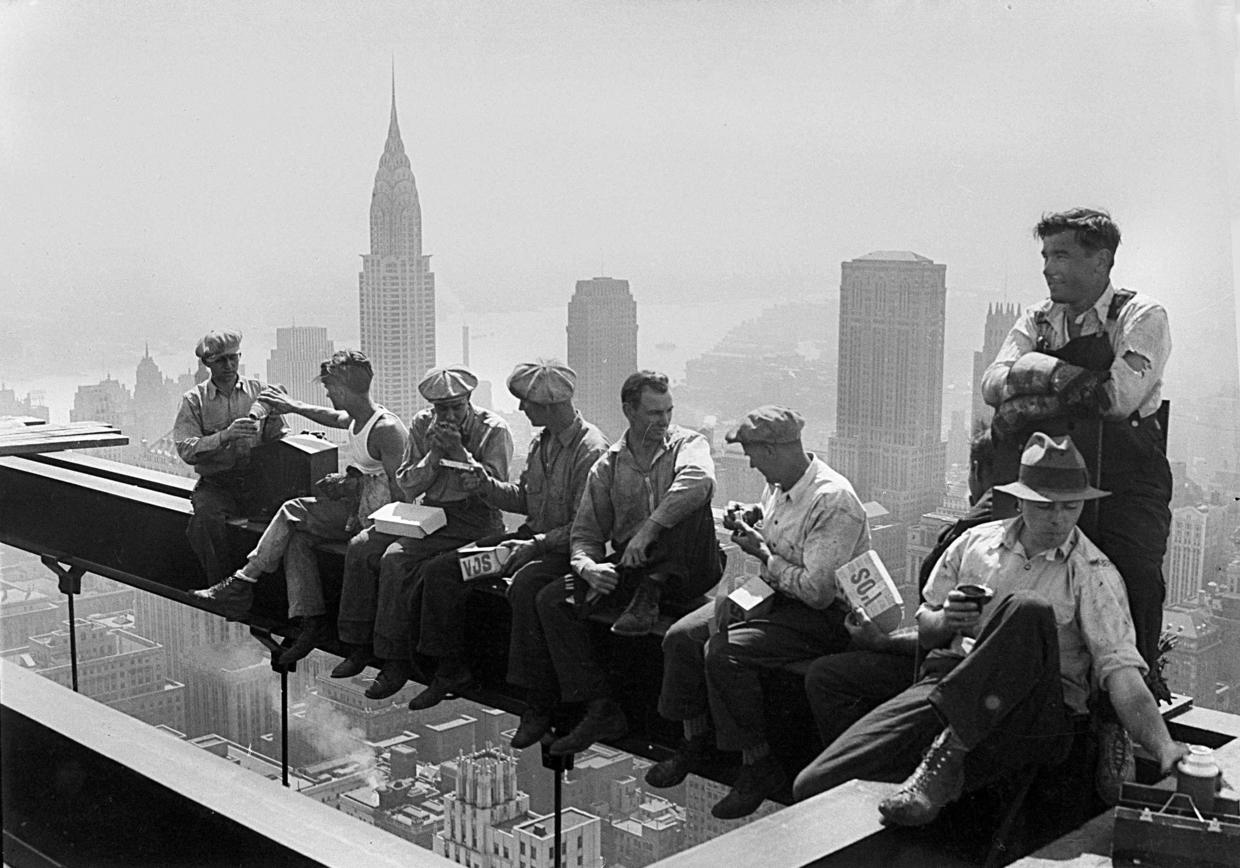
같은 홍보용 사진의 다른 이미지

이 사진은 1923년부터 1952년까지 운영되었던 언론사인 Acme 뉴스픽쳐스에서 배포되었으며 1932년 9월 30일 초 신문에 게재되었다. 이 기사는 1932년 10월 2일 《뉴욕 헤럴드 트리뷴》의 일요일 부록에 "고층 빌딩 꼭대기에서의 점심 식사"(Lunch atop a Skyscraper)라는 제목과 함께 게재되었다.
1995년, 전문 사진작가에게 보관된 이미지를 제공하는 회사인 코비스 이미지(Corbis Images)는 베트만 아카이브라는 1,100만 장 이상의 이미지 컬렉션을 구입했다. 《고층 빌딩 꼭대기에서의 점심 식사》사진은 베트만 컬렉션의 일부인 Acme 뉴스픽쳐스 아카이브에 보관되어 있었지만 출처는 명시되지 않았다. 코비스의 역사 컬렉션 관리자인 켄 존스턴에 따르면, 이 그림은 처음에 마닐라지 봉투에 담겨 전달되었다고 한다. 이 사진의 원래 사진건판은 다섯 조각으로 깨져 있었다. 펜실베이니아 주 아이언 마운틴 저장 시설의 습도 및 온도 조절이 가능한 보존 시설에 보관되어 있다.
2016년에 비주얼 차이나 그룹은 베트만 아카이브와 《고층 빌딩 꼭대기에서의 점심 식사》를 포함한 코비스의 이미지 부서와 콘텐츠 라이선스 부서를 인수했다. 비주얼 차이나 그룹은 게티이미지와의 계약을 통해 국제적으로 이 사진에 대한 라이선스를 취득했다.

## 신원

### 사진작가
이 사진을 촬영한 사진작가의 정확한 신원은 알려지지 않았다. 엠파이어 스테이트 빌딩 건축 당시 촬영된 사진이라는 잘못된 추정으로 인해 종종 공공사업진흥청(WPA) 사진작가인 루이스 하인의 작품으로 잘못 알려지기도 했다. 1998년 노스캐롤라이나주 윌밍턴에 거주하던 타미 에베츠 한(Tami Ebbets Hahn)이라는 여성은 이 사진을 보고 그것이 그녀의 아버지인 사진가 찰스 클라이드 에베츠(1905~1978)가 촬영한 사진일 것이라고 추측했다. 2003년에 그녀는 켄 존스턴에게 연락했다. 코비스는 이 사진의 원작자를 찾기 위해 사립 탐정 회사인 Marksmen Inc.를 고용했다. 한 조사관은 《워싱턴 포스트》의 기사를 발견했는데, 그 기사에서는 해당 사진을 해밀턴 라이트(Hamilton Wright)의 공로로 인정했다. 하지만 라이트 가족은 그 사진을 몰랐다. 찰스 클라이드 에베츠는 Hamilton Wright Features 신디케이트에서 일했었다.
1932년에 에베츠는 록펠러 센터의 사진 감독으로 임명되어 새로운 마천루를 홍보하는 임무를 맡았다. 한은 아버지의 시급 1.5달러(2022년 기준 시급 28 달러) 수표, 철근공의 사진, 카메라를 든 아버지의 사진을 발견했는데, 모두 같은 장소와 같은 시간에 찍은 것으로 보였다. 해당 증거를 분석한 존스턴은 "내가 보기에 그는 사진작가가 맞다."라고 말했다. 후에 코비스 이미지는 에베츠가 이 사진의 저자임을 인정했다. 나중에 사진작가 톰 켈리, William Leftwich, 그리고 에베츠가 그날 그곳에 있었다는 사실이 밝혀졌다. 그러나 아직까지 사진작가의 신원이 불확실하여 이 사진에는 다시 출처를 표기하지 않았다.

### 노동자
《뉴욕 포스트》의 조사에 따르면 사진 속 남성들의 신원에 관해 수많은 주장이 제기되었다. 2012년 다큐멘터리 《점심 먹는 남자들》(Men at Lunch)에서는 사진 속 두 남성이 아일랜드 이민자라는 사실을 조사했고, 감독은 2013년에 스웨덴의 친척들의 다른 주장에 대해서도 계속해서 확인할 계획이라고 밝혔다. 이 영화는 당시 같은 날 촬영된 다른 사진들과 비교 참조하여 왼쪽에서 세 번째 남성인 조지프 에크너(Joseph Eckner)와 오른쪽에서 세 번째 남성 조 커티스(Joe Curtis)라는 두 남자의 신원을 확인했다. 병을 들고 있는 오른쪽에서 첫 번째 남성은 슬로바키아 출신 노동자 구스타프(구스티) 포포비치(Gustáv (Gusti) Popovic)로 확인되었다. 그의 집에서 한 사진이 발견되었는데 뒷면에는 "걱정하지 마세요, 나의 사랑하는 마리슈카, 보시다시피 저는 아직 병을 가지고 있습니다"라는 메모가 적혀 있었다.